# Sinead Jack
Sinead Jack est une joueuse trinidadienne de volley-ball née le 8 novembre 1993 à Mont Hope. Elle mesure 1,93 m et joue au poste de centrale. Elle totalise 50 sélections en équipe de Trinité-et-Tobago.

## Clubs
| Club                 | De        | À         |
| -------------------- | --------- | --------- |
| AZS Białystok        | 2010-2011 | 2012-2013 |
| Ouralotchka NTMK     | 2013-2014 | 2015-2016 |
| Galatasaray İstanbul | 2016-2017 | 2017-2018 |
| Denso Airybees       | 2018-2019 | 2019-2020 |
| İlbank Ankara        | 2020-2021 | …         |

## Palmarès

### Clubs
- Coupe de la CEV
  - Finaliste : 2014.
- Challenge Cup
  - Finaliste : 2015.
- Championnat de Russie
  - Finaliste : 2016.
- Championnat de Turquie
  - Finaliste : 2017.

### Distinctions individuelles
- Championnat d'Amérique du Nord de volley-ball féminin 2013: Meilleur contreuse.
- Coupe panaméricaine de volley-ball féminin 2017: Meilleure centrale[2].